# Melaleuca glomerata
Melaleuca glomerata är en myrtenväxtart som beskrevs av Ferdinand von Mueller. Melaleuca glomerata ingår i släktet Melaleuca och familjen myrtenväxter. Inga underarter finns listade i Catalogue of Life.